# マイメロディ (おねがいマイメロディ)
マイメロディは、テレビアニメ『おねがいマイメロディ』シリーズに登場するキャラクターたる主人公。声優は佐久間レイ。

## プロフィール
マリーランドから来たマリーランド人のウサギ族の少女。愛称はマイメロ。一人称は「わたし」または「マイメロ」で、口癖は「おねがい♪」「やーん」。なおマイメロも含めてマリーランド人は全員人間界におけるヌイグルミで、体には綿が詰まっている。
常に着用している赤い頭巾がトレードマーク。鼻の頭が黄色である以外は全身が白い。身長は直立した状態で伸ばした耳の高さが歌の膝の高さくらい。マリーランド人としてはごく平均的な体格である。『おねがいマイメロディ』初期は小さい細身の胴体に細い手脚のメリハリがある体型で作画されていたが、『すっきり♪』以降は丸っこい胴体に太く短い手脚、ほぼ2頭身になるなどよりヌイグルミらしい外見になった。
ラテン文字表記はMy Melody、My Melo。誕生日は1月18日。

### 人間界に来た理由
『おねがいマイメロディ』での理由
『きららっ★』での出来事の後、マリーランドで幸せに暮らしていた。アンダンテの森のお花畑にいたところ、空からクロミとバクが落ちてきた時、人間界とマリーランドを繋ぐ「ホルン」への踏み台にされ、二人を逃がしてしまう。故意の行動ではなかったが、捕らえられたマイメロは、王様より『クロミとバクを捕まえ、人間の夢を守る』という使命を受け、人間界へやってきた。
『くるくるシャッフル』での理由
マリーランドに戻ったが、クロミとバクが魔法アイテムを持ち出し、再び人間界に逃亡。前回の教訓から慎重な人選を望む大臣の忠言を無視した王様は、マイメロに再びクロミの悪巧みを止める使命を与えた。
『すっきり♪』での理由
一連の騒動は落ち着いたかに見えたが、ダークパワーの精を飲み込んだバクが黒音符を放出、この黒音符が取り付いた人は「プンプン」となって暴走してしまう。新しいアイテムを手にしたマイメロは、マリーランドのプリンセスとなるために、黒音符を浄化してキラキラ玉にし、それをティアラにはめ込んでいっぱいにするという使命を与えられた。

### 人間界での生活
夢野家で居候
人間界では夢野家に居候している。夢野家では掃除、洗濯、料理など家事全般を担当。毎朝早起きして朝食などの支度をし、歌たちが学校へ行っている間は家事の合間にお茶を楽しんでいる。クロミとの魔法対決が家事に影響を及ぼすことがほとんどないのは、クロミは早起きが苦手で午後から行動を始めるためである。
雅彦が自宅で仕事をしている際は休憩時のコーヒーや夜食の準備の他、体調を気遣うなど細やかなサポートをする。
動く「ヌイグルミ」
マリーランドからやってきた当初は正体を隠して生活しており、歌たちは周囲に「常に持ち歩いているヌイグルミ」と説明していた。しかしクロミとの魔法対決の影響で徐々に隠しきれなくなり、マイメロ自身「みんなとお友達になりたい」という思いが強いことから、親しい人物には正体を明かすようになった。ただしマイメロ1人で行動しているところを見られても驚かれる程度で、さほど大きな騒動にならない。
『おねがいマイメロディ』中盤以降は歌のクラスの人物に限り、担任の先生も含めて全員マイメロの正体を知っている。学校への出入りもある程度許されており、歌のクラスメイトが魔法対決に巻き込まれて騒動が起こるエピソードも多い。
なおマリーランドからやってきて間もない頃は歌たちから外出を禁じられていたが、マイメロが「あまり街へ出ていないから寂しい」と漏らしてからはある程度の自由行動を許された様子が見受けられる。
交友関係
美紀と駆とは普段から行動を共にするほど仲が良く、歌の代わりにマイメロの保護者役を務めることも多い。真菜はマイメロが「大好き」と公言する特に気に入っている人物だが、真菜からはマイメロの性格や外見など全ての「可愛らしさ」が性に合わず避けられている。「真菜ちゃんと仲良しになって抱っこしてもらうこと」がマイメロの夢で、それをテーマにした歌も存在し作中でもBGMとして使用されたことがある。
歌のクラスメイトである白山からは溺愛されているが、彼が黒音符を大量に出したことに加え、次第にエスカレートしていく態度にさすがに嫌気が差したのか、一時期を境に距離を置くようになった。マイメロにとって数少ない苦手な人物のひとりである。『おねがいマイメロディ』終盤でマイメロが泣きながら抗議しているにもかかわらず「自分の方が幸せにできる」として歌から引き離そうとした事件が決定打となったのか、『くるくるシャッフル』以降はマイメロが白山との接触を嫌がる描写がみられる。
ドラ猫のミィちゃんとは天敵ともいえる関係。相性が良くないのか初対面時から穏やかに済んだことがなく、会うたびに一方的に追いかけ回されている。

### 能力
家事が得意
ママ直伝の料理や裁縫が得意。薬草から薬を作ることもできる。作るお菓子は食べた人を心から「ハフーン。ハニャーン」と唸らせ、歌のクラスメイトから「マイメロスイーツ」と呼ばれる。紅茶も近衛兵達から絶賛されている。歌のクラスメイトの香取とのお菓子対決にはウエディングドレスを着たマイメロの形をした豪華なケーキを作った。「ケーキにかける情熱はただ事ではない」と真菜が感想を漏らしている通り、歌の誕生日には数日かけて人間大のケーキを完成させた。
夢野家の食事は弁当も含めてマイメロが担当。メニューは歌たちの希望をうかがっており、何でもいいと言われた時には「それが一番悩む」と愚痴をこぼしている。餃子の腕はプロ並らしい。
裁縫では、歌の学校で家庭科の授業を担当したこともあり、歌と自分の形をした携帯ストラップ人形で落ち込む歌を励ましたり、ピアノちゃんの毛玉で本人のヌイグルミ作製をした。散らかった部屋を見ると掃除を始めてしまう。
魔法
マイメロはメロディ・タクトを使用して魔法を発動させることができる。ただしマイメロの魔法は単独では使用できず、クロミなど他の者が魔法を悪用した状態を正常化させる時のみ発動する。効果は対象のものがあらかじめ持っている能力を強化するもので、クロミのように他人の夢や願望を具現化させる、強制的に対象を変化させるなどの力はない。人間界に来た当初はたびたびクロミの魔法と同一視され、「魔法がかかっているものに対する状態でしか自分の魔法は使えない」と説明する場面がみられた。意識がある生命体にはかけることができない他、魔法をかける対象が周囲（マイメロの視界内）にない場合使用できない欠点がある。
『くるくるシャッフル!』以降では条件が緩和され、対象を任意召喚できるようになり、意識がある状態の生命体にもかけることが可能になった。
クロミの悪夢魔法などが発動した際、遠く離れたところからでも敏感に察知できる。
耳
ウサギ特有の長い形をしており、普段は愛用の頭巾の上にある2つの袋に片耳ずつ収納されている。頭巾の有無は聴力に影響はないようである。
普段は左耳だけ垂れていることが多く、何かに驚くなど感情が高ぶった際には両耳が立つ。とても落ち込んだり、元気がなくなると両耳とも垂れてしまう。また兎の一族で、耳で誰がどこにいるか分かるという特有の能力を持つ。
なお全シリーズを通して裸の状態の耳を見せたことは無い。頭巾を脱いだことは数回あるが、シルエットになるなど画面で耳は描写されなかった。
運動能力
運動は苦手だが、特訓でフラット君との合体技「必殺飛び出すフラット君パンチ」を編み出した。また、ドリームパワーで重くなったメロディ・タクトを振り続けられるように、王妃たちの1年間の地獄の特訓を受けた。その成果は腕立て伏せ千回をこなし、軽々とタクトを振り、旋風を起こす力を得た。
なおヌイグルミであるためか、何回かかなりの高度から落下しているにもかかわらず負傷したことは無い。ただしその特性を活用した例は無く、衝撃で失神するなどそれなりにダメージも受けることがうかがえる。
ギャグやジョーク
夢野家の父・雅彦のダジャレをしばらくの間は理解できずにいたが、後に学習し多少苦しいもののツッコミを入れるまでになった。真菜の関西風なノリツッコミなどにはシリーズを通してついていけず、言葉を真に受けて激怒されることもしばしばみられた。
知識
家事に関することなど、両親から受けた教育の影響が強くみられる。ママからは他にも毒舌混じりの現実的な格言を聞かされて育ち、人生で失敗しない方法を教わっている。そのためか、まれに普段のメルヘンチックな会話の中で、非常にドライで夢のない発言を混じえることがある。
おばあちゃんからは、古い伝統やお化け話を教えられた。奏が悪夢魔法で日本神話に登場する女神のような姿に変身した時、奏が唱えた呪文で現われた4つの御呪いアイテムや、それが4つが揃った時に家の周りに結界が張られると解説した。
人間に関して時々、間違った解釈をすることがある。原因は殆ど悪夢魔法だが、「人間の女の子は突然男の子になるし、ポエムノートをなくすとおばあちゃんになる」「人間は突然幼い子になるし、お星様にもなる」などと言う。学校で本を読んでいて、未だにマイメロの“ま”の字がしっかり覚えられず、歌に教えてもらっている。また、マイメロがおやつにタルトを大量に作り過ぎてしまい、それを周囲の人達に配りに出かける際に「少し帰りが遅くなる」という旨の書き置きを残すも、それがあまり読めないものだったため、歌達に余計な誤解をさせてしまったことがある。

### 弱点
気絶し易い
気が弱く臆病なところがあり、少々のことで気絶してしまう。突然驚かされたり、強い物理的な衝撃が特に苦手で、目を回して行動不能に陥る。気絶した後は記憶が飛んだり、重要な物事をすっかり忘れてしまうなど騒動を悪化させる原因になることも多い。
耳が弱点
耳を強く引っ張られると気絶し、長時間目を覚まさなくなる。この弱点は歌も知っておらず、叱った勢いで耳を引っ張り気絶させたことをフラット君に咎められて初めて発覚した。それ以前にも雅彦がマイメロを体を洗うためのスポンジと勘違いし、耳を掴まれて全身が伸び気絶したことがある。発覚後に歌が柊恵一に話したことから弱点が露呈、クロミとバクに耳を伸ばされ気絶させられた。その後真菜に指導を仰ぎ耳を鍛え、両耳にギプスを装着して生活するなどの努力の甲斐あり克服に成功した。
その後はウサミミ仮面に両耳を掴まれた状態で振り回されても平気でいるなど、耳が弱点であるという描写は無い。ただし『すっきり♪』で長時間耳を引っ張られた際に仮死状態に陥っている。
体力が無い
前述の通り運動は不得意で、力仕事などは大の苦手。少しのウエイトトレーニングでも音を上げて真菜から叱られたことがある。これはマリーランドで暮らしていた頃、おじいちゃんとおばあちゃんに小さい頃から甘やかされて育ったことが原因であることが『おねがいマイメロディ』終盤で特訓を行った際に判明した。
移動をパラソルに頼ることが多いためか、少し歩いただけで疲れて座り込んでしまう。これが原因で歌たちとはぐれて迷子になるなど、事件の発端になることも多い。
水泳が苦手
ほとんど泳ぐことができないため、水遊びの際は浮き輪が手放せない。そのため川や海に落ちると溺れてしまう。溺れているところを真菜に助けられた際は気絶してしまい、脱水されてようやく意識を取り戻した。
ただし『くるくるシャッフル』では溺れながらも、歌のために水中で魔法を唱えたことがある。『すっきり♪』では水中に沈んでも慌てる様子はなく、冷静に魔法を使って地上へ脱出した。
考え事や長い会話が苦手
頭脳をフル回転させるような考えことや会話は苦手で、その後は疲れて眠くなってしまう。これが原因で何回かトラブルを引き起こしており、迷子になり警察署で保護された際は歌への電話中に「これ以上は疲れて話せない」と眠りこけてしまい事態の複雑化を招いた。
長い話や勉強をする際は頻繁に紅茶やお菓子を用意して休憩することで集中力を維持できるが、事態が切迫した時でも構わず休憩に入りフラット君やクロミを怒らせたことがある。

### 性格
極度のマイペース
性格は、素直で友達思い。争いごとが嫌いで、悪事に対し「めっ！」と注意する。のんびり屋でかつマイペースであり、どんな時でもまったりしようとする。それゆえか時々周りとテンポが合わない。
クロミ曰く、場の空気の読めない奴で、空気を読まない態度にバクが怒るという描写がある。その性格が災いとなり音符の宿主（空気そのもの）を怒らせてムカムカ玉を出したこともあり、それ以降は空気を読むため小暮（バク）が寄りかかっている歌を見て見なかったことにしようとしたこともある。
無意識のうちに相手の心を深くえぐってしまう言動が多々ある。特にクロミは幼い時から度々その犠牲となっており、度重なるストレスからマイメロと仲良くしたいという気持ちを逆恨みに塗り替えさせた元凶となっていた。
のんびりした性格の男性を好んでおり、柊潤が沖縄から帰ってきた際、マイメロ好みになったと喜んでいたためクロミは柊恵一のみならず潤まで自分から取り上げると思い込み怒り狂っていた。元の潤として召喚して、魔法騒動解決後には元に戻ったことで露骨に不満そうだった。
悪女という印象
悪夢魔法による騒動を解決する際には、「おねがい♪」の一言で周囲の物を操り、自分では特に何もしない。この性格や行動は、まだ無自覚に行っているという違いがあれど、親子三代に渡って受け継がれているようである。
真菜に対して自分が苦手だと分かっていて「お友達になりたい」と近づくことが多かったり、クロミノートにも書かれるような出来事などは、故意的な行為と思われてしまうことがある。
ウサミミの刑は終わっているが、「すっきり♪」でも度々ウサミミ仮面を召喚しており、初めて召喚されてからは恵一からは二度と召喚しないと約束したにもかかわらず召喚するので平気で約束を破る性格にもなってきている。故に「先輩さん（恵一）の中にウサミミ仮面さんがいる」と勘違いしており、チビメロ達と一緒に恵一の服を脱がせようとしていた。

### 使命へのやる気
ドリアン大臣から改めて重要な使命であることを認識させられたが、より早く使命を達成することもできた。バクからメロディ・キーを受け取り台座の文字を読んでいた。そのままキーを奪えば、二人を捕まえマリーランドに帰るだけだったが、一緒にいたフラット君も忘れていて、読んでいる最中にバクに取り返された。
メロディ・タクトがエネルギー切れになっても、メロディ・キーは常にフルパワーの状態であることを目の当たりにして、「誰がクロミのメロディ・キーに充電しているか」という疑問にふと気付いた。その後、ダーちゃんが宇宙から戻ってきていることに勘付いた王妃様から、クロミを監視し充填者を探す指令を受け、フラットくんとクロミとバクを監視する。その結果、潤がメロディ・キーへのエネルギー充填者であることが判明した。

### 世界を危機に陥れた元凶
『おねがいマイメロディ』では、ダークパワーの精が世界を滅ぼすのを防ぐため、王様から授かったアイテムなどを用いて戦ったが、その原因は彼女自身にある。その昔、黒い森に住んでいたおじいちゃんとおばあちゃんへ、自分が作ったタルトを届けに行く途中、漬物石にちょうどいい石が落ちていたので、それがダークパワーを封印していた石と知らずに持ち帰ってしまったことが原因（また、拾い上げた瞬間に空へダークパワーの精が逃げ去っていくのを目撃するが何か分からず、何事もなかったかのように帰路についている）。なお、本人は事件の原因が自分にあることにまだ気づいていない。

### 世界を滅ぼしかける
クロミがダークプリンセスの疑似体験をしたのと同様にマイメロにプリンセスを一日体験させた。しかし、クロミの疑似体験での教訓を生かし鏡の中の異次元世界での体験のはずが、鏡が割れてその弾みで黒音符により凶暴化。マイメロはマリーランド中をピンク色に染め上げた。その影響は人間界へも逆流しピンクに染まってしまう。マイメロは「みんなかわいくなる」と言っていたが、人間界では混乱を招き、遂には双方の住人が腑抜けてしまったが、その後メガネザル博士が鏡を元に戻すことで騒動は収まった。これによりクロミが抱くマイメロのプリンセス化阻止の思いが一層高ぶることになる。

## マイメロディのアイテム
ここではマイメロ専用の固有アイテムのみを記述する。
『きららっ★』以外のシリーズでマイメロはマリーランドと人間界の自由な行き来を禁じられているため、紛失や破損が原因の物品補充は交流があるマリーランド人に頼んで届けてもらう方法をとっている。ほとんどの場合フラット君がその役目を受け持つが、まれにマイメロの家族やマリーランドのお城の関係者などが運んでくることもある。
『おねがいマイメロディ』ではマリーランドの自然が枯渇した影響でパラソルの補充が不可能になり、ストックしていた最後の1本をクロミに奪われた後は最終回まで徒歩での移動を強いられることになった。

### シリーズを通して登場するアイテム
メロディ・タクト
ト音記号の形をした指揮棒。大きさはマイメロの身長の半分弱ほど。メロディ・キーと並ぶマリーランドの王家に伝わる秘宝のひとつで、大変な貴重品である。普段は頭巾の中に収納して持ち歩いており（後述）、必要に応じて即座に取り出すことができる。そのため何処からともなく取り出したように見えることがあるが、頭巾の構造や中に収納する方法について言及されたことは無い。
虹色の糸
タクトは、パートナーの夢野歌と虹色の糸で繋がる。そのため歌が歌うことで魔力をチャージできる（マイメロが歌の歌にタクトが反応した事に気づいた）。虹色の糸は、歌がダークパワーに侵された人間にキスをされると断ち切られる。
『おねがいマイメロディ』での使用法や効果
タクトを振りメロディ・マークを生み出す。マークが付いた物には生命が宿り、悪夢魔法と対決することができる。「おねがい♪」と掛け声をすることでパワーアップし悪夢魔法を解くことができる。さらにタクトの魔法を強化するため、王家の秘伝書を読んだが、それは『おねがいに「もーっと」をつける』ことだった。その後、クロミのメロディ・キーがメロディ･ヴァイオリンとの相乗効果で再びパワーアップを遂げた際は、王家に伝わる大奥義秘伝書に書かれた『さらに「もっと」をつけた「もっともーっと」』という、形でクロミを上回る力を手にいれた。
メロディ･マークを貼る対象物
マークは自分が可愛いと思う物に付ける。またマイメロの魔法は、マリーランドの住人には効かないが、相手が寝ていたり気絶している時だけ魔法が効く。
ドリームパワーで重くなる
ドリームパワーが発動すると、その影響でタクトが重くなる。またドリームパワーの活性状態になると、所持者のマイメロ以外は持つことができない、と王様が教えた。
秘伝書
メロディ・タクトの魔法を強化させる神技が書かれ、お城の宝物庫で保管されている。神技の中でも究極奥義は「大奥義秘伝書」に書かれ、マリーランドの存亡に関わる時にしか語られないため、「その言葉を発する時、空が割れ大地は揺らぐ」という伝説が残る。
『くるくるシャッフル』での使用法や効果
前作と同じだが、『くるくるシャッフル』ではタクトを振ると、メロディ・マークが貼られた「お助けキャラ」を召喚し、クロミの悪夢魔法を解くことができる。前作同様、マイメロは特に何もしない。
「メロディ・マーク」の掛け声でタクトを振ると、メロディ・コンパクトが出現し、カードが8枚飛び出てくる。そして「くるくるシャッフル。助けてね。カードさん」の掛け声で、1枚選ばれ、カードに描かれた「お助けキャラ」を召喚できる。召喚出来ない場合は、もう一度シャッフルし直す。負け犬ビームの影響で破壊されてしまう。
メロディ･マークを貼る対象物を探す必要がない
召喚されたキャラにはメロディ・マークが貼られているので、前作のようにマークを貼る物を探す必要がなくなった。召喚した「お助けキャラ」に「おねがい♪」して、悪夢魔法を解いてもらう。魔法騒動が治まり用事が済むと、メロディ・マークが消え、「お助けキャラ」は帰還される。
マークの貼り替えでお助けキャラが変更可能。
選ばれたキャラは、その瞬間に体がピンク色に輝き、体の芯からあたたかくなる感じがした後、体が軽くなり召喚される。
マイメロ自身をカードで召喚し、自身にメロディ・マークを貼られた場合
小暮にかかった悪夢魔法を解くために選ばれたカードは、マイメロが描かれたカードだった。自分自身の姿が消えた次の瞬間、左耳にマークが貼られ現れた。持ち技でない“マイメロビーム”を出そうとする。メロディ・コンパクトの鏡に向かって、自分自身に「おねがい」と言って励まし、「マイメロビーム」と言ってピンク色の光線をタクトから発したが、相手に当たった後はね返って落ちてしまった。悪夢魔法が解けた後は、「マイメロちゃんありがとう」と自分にメロディ・キャンディを出し、メロディ・マークを解除した。

メロディ・キャンディ
美味しいキャンディ。色とりどりの宝石のような形をしている。バトンを模したような形状の容器に入っており、必要に応じて上部の蓋が開閉する。無数に増殖したチビメロディ全員に行き渡らせるほど無尽蔵ともいえる量が内包されているが、キャンディの補充や魔法の力の充填などメンテナンスは特に必要としない。
大臣をのっとったダークパワーの精ですら、その美味しさに顔がほころんでいた。前作では、魔法騒動を解決後、メロディ・マークを付けたキャラがキャンディを食べると、タクトの魔法を解除できる。人間が食べると、潤や美紀らは笑顔のまま気絶してしまった。なおマイメロは1回も食べたことが無い。
『くるくるシャッフル』でも前作と同じような効果を持ち、魔法騒動を解決後、お助けキャラがキャンディを食べると、メロディ・マークが消え、お助けキャラは帰還される。キャンディやそれが入った容器は前作と同じ形。
なお『すっきり♪』では事件解決と同時にメロディ・マークによる魔法が解除されるため、作中には直接登場しない。そのため、召喚されたキャラクターは例え遠方に住んでいたとしても自力帰還を余儀なくされる。
メロディ・ボックス
ピンク音符を収納する箱。『くるくるシャッフル』でも同じ役目だが、形状が違う。
- 『くるくるシャッフル』では機能追加
  - マイメロが鍵を箱に向かって振ると、箱の蓋が開き、音符が収納される。
  - 8つピンク音符が集まると箱が輝き、「8つの音符が全て集まりました。あなたの夢は何でも叶えます」と喋る。人間の言葉にも返事をする。願いを告げると「オーダー入ります」と返事をし、蓋を開き、願いを叶える。叶えた後は「貴方の願いは叶いました。また8つの音符を集めて下さい」と喋り、蓋が閉じる。

ピンク音符
悪夢魔法をかけられた人間が、本当の自分の夢を見つけた時や夢への意欲が強くなった時に、マイメロに感謝したり、そう思わせたのがマイメロの魔法である時に、ピンク音符が出てくる。感覚の優れた人間には音符が見える。黒音符とは対の存在で、同時に出現した時はお互いに相殺され、消滅する。
『おねがいマイメロディ』での音符の役割
ドリームパワーの曲
ピンク音符が100個集まると、1つの曲ができる。それに詩を付けて、マイメロがタクトで指揮をとり、みんなで合唱することで、「ドリームパワー」を生み出すことができる。そのドリームパワーだけが、ダークパワーと対抗できる。
100個のピンク音符が空中の五線譜に並び、美紀が作った歌詞で曲が完成すると、歌たちはドリームパワーのピンク色の光で、夢防衛少女隊のコスチュームに変身した。
『くるくるシャッフル』での音符の役割
何でも願いが叶う
前作との違いは、1オクターブのピンク音符を集めると、何でも願いが叶うこと。人間だけでなくマリーランドの人の夢も叶う。また1回限りではなく、再びピンク音符を8つ集め願いを叶えることができる。しかし、先に黒音符が揃い願いを叶えられてしまうと、集めたピンク音符は全て消え、集め直さなければならない。
一度に音符の出る数は決まっていない。願いを叶えた感動の大きさで出てくる音符の数が変化する。また、どの音階の音符が出るかは、音符を出す人によって異なる。歌がマイメロと再び一緒に生活できる喜びから、いきなり8個の音符を出して、「マイメロとこれからも一緒にいたい」という願いを叶えた。

ピンクの頭巾
白い四弁花が付いたピンクの頭巾。マイメロディハウス内の箪笥の中にたくさんの頭巾が収納されている。緊急用のスペアなども含めると相当な数があるようである。
外見上ポケットのようなものは見当たらないが、メロディ・タクトや携帯電話、移動用のパラソルなどを収納できる。人間が頭にかぶるとダークパワーの曲の悪夢魔法から守られ、かつダークパワーの曲を聴くことができる力を備えている。なお道具の収納は自分で行わなければならず、やむなく頭巾の交換をした際などに置き忘れたことが数回ある。
マイメロに合わせて作られているため人間の手のひら大ほどの大きさしかないが、かなり伸縮性があり人間の大人でも難なくかぶることが可能。クロミに弱点の耳を攻撃された時、身長の倍以上の長さまで伸ばされても破れないほど非常に丈夫な生地でできている。雅彦の弁によれば「最高の肌触り」。
なお頭巾以外に着衣といえる物は身につけていないが、頭巾の首から下に垂れる部分が人間における服に相当する。海で水着姿になった際や温泉に入った時にこの部分が無い頭巾を被っている。
頭巾の種類
一見すると全て同じように見えるが、頭巾のピンク色の濃淡や色合いなどに差異があるとマイメロが述べている。それぞれに意味やこだわりがあり、その日の気分や用向けなどで色を選ぶ。普段の頭巾以外にも、ピンク地に白のチェック柄やマイメロの祖母から貰ったイチゴ模様のもの、花飾りの数が多くウィッグがついている豪華なものなどを所有。歌の学校へ家庭科の臨時講師として招かれた際には、「特別な日用」としてゴーグルがついた飛行帽風デザインの頭巾を披露している。放送開始時の「テレビを見る時は〜」でのシーンで時々通常のピンクではない頭巾も身に着けて登場している。
また頭巾には、マイメロがシリアルナンバーを付け、大切に管理している。琴に間違って便座カバーにされ、洗濯したが伸びきってしまった事を聞いた時には、悲しんでいた。
『おねがいマイメロディ』第28話で発表された「マイメロ頭巾コンテスト」の最優秀賞に選ばれた頭巾を被ったマイメロが登場した。

頭巾の花飾り
頭巾のワンポイントの飾り。普段は白い四弁花を付いているが、『おねがいマイメロディ』第1話から13話までは薄いピンク色で作画されていた。第14話から徐々に白に近づき、第20話には白色に変わっている。『おねがいマイメロディ』のオープニングは全話通して同じ映像が使用されているため、花飾りはピンク色のままである。後発シリーズでも該当時期のマイメロのバンクを使ったシーンがいくつかあり、花飾りの色で見分けることができる。
まれに不吉なことの前兆として花びらの部分がはらりと落ちることがある。
飾りの種類
引き出しに収納している頭巾は、歌が風邪で寝込んだ時は十字がピンク色のナースキャップ風、海水浴では水色のハイビスカス、新年の着物姿でのご挨拶では梅の花を付けていた。またミニサンタに変身した時は、緑のリボンがついたベルだった。

パラソル
空を飛べる魔法のパラソル。様々な色のものがあるが、マイメロが使用するものはピンク色である。人間界とマリーランドの往来に必要。スピードは遅いが、逃げるチュウミに並走したマイメロママの例のように使い方によっては速く飛ぶことも可能。風の流れに弱く、強風で意図しない方向へ流されることもある。さほど頑丈ではなく簡単に折れてしまうなど、破損することも多い。飛行中に骨が折れると浮力を失い墜落する。
同乗は人間1人が限界で、「重量制限」と説明されている。マイメロとフラット君にお茶菓子、紅茶のポットを1本の傘で運ぼうとした際も骨が折れて墜落した。マリーランドの人は全員が所有しており、大きめの人間用の傘もある。『おねがいマイメロディ』終盤でクロミに奪われた際には手元のスペアが尽き、フラット君の傘を借りたが破損させてしまい以降は徒歩で移動せざるを得なくなった。パラソルは『くるくるシャッフル』で補充している。
マリーランドには地面に傘が生えている地域があり、引き抜くとパラソルとして利用できる。
マイメロの気球
パラソルと違い、一度に多くの人を乗せ、人間界とマリーランドの往来が可能。スピードは遅い。
マイメロディハウスとコトコトキッチン
マイメロ専用の家とキッチン。歌のハイベッドの下にカーテンを張り、そこをマイメロの部屋にして家を置いている。ベットの真下にあるので、歌の寝相で壊されていない。家を飛び出したバクが一泊した。
コトコトキッチンはマリーランド人向けの小さな料理しか作ることが出来ないが、フラット君が王様から預かってきた魔法のシールを貼った調理器具で再加工すると人間向けの大きなサイズに変化させることが可能。
携帯電話
マイメロの形を模した電話。頭巾の中に入れて常に持ち歩いている。恵一から買い与えられたクロミとは違い、マリーランドから来た当初から所持していた。歌やマリーランドとの連絡ができ、宇宙でも使用可能。着メロは主題歌の『オトメロディー』。着信時のバイブレータの振動に弱く、体が硬直してしまう。利用料金の有無など金銭的な事情は明らかにされていない。
『くるくるシャッフル』以降は待受画面がウサミミ仮面になった。
チビメロディ
歌のクラスメートの駒鳥つくねの願いで生まれた小さいマイメロディ。分裂してどんどん増えていくが、悪夢魔法を解いた後は5体だけ消えずに残り、歌の教室のマスコットになった。
『くるくるシャッフル』では、芝居の小道具として再登場。マイメロはチビメロを森の中の道標にしたが、勝手に動き出し役に立たなかった。孫悟空のマイメロが分身の術を使った際に、同じようなチビメロが登場したが、ナスビザウルスに勝てなかった。他には、耳つき手鏡、飴を持っている。

### 『おねがいマイメロディ』で登場したアイテム
キーボード
歌たちとの歌の伴奏をしたいと思っていて、サンタクロースからプレゼントされた。マイメロは上手く演奏することはできないが、ピアノちゃんがドリームパワーの曲を演奏した。
ノート
学校で勉強する時に使っている。歌に作ってもらった。
日記帳
表紙にハートマークがあしらわれたピンク色を基調とした日記帳。クロミノートと対をなすようなデザインになっている。楽しい日記を書いていくことを決めていたが、最初の1日目に何を書こうか思案するうちに存在を忘れられてしまった。

### 『くるくるシャッフル』で新登場したアイテム
メロディ・コンパクト
折りたたみ式の鏡。片面は鏡があり、その鏡が蓋のようになっており、開くと「お助けキャラ」を召喚するカードが収納されている。もう片面はテレビ画面のようになっていて、その下には左からハート、花、音符の3つのボタンが付いている。
取扱説明書
王様から授けられたアイテムの取り扱い方が書かれている。
ハイパー・メロディ・タクト
クロミーズ5に対抗するため、王様に頼みタクトをパワーアップしてもらった。タクトを持ったマイメロの回りを、王様が呪文を唱えタクトを変化させた。お助けカードを2枚出すことが可能。そのための特別な呪文は「マイメロメロメロミメロメロ。あわせてメロメロムメロメロ」を早口で唱えること。失敗すると1人しか召喚できない。マイメロは普段ゆっくりとした舌足らずな口調であるため呪文を失敗することが多く、確実に成功させるためにフラット君と特訓を行い多少改善された。しかしその後も土壇場でリハーサルをした挙句失敗するなど、基本的な成功率は高くない。
通常はメロディ・タクトの形状で、召喚時にハイパー・メロディ・タクトへ変形する。最後のくるくるシャッフルは今までに登場したお助けキャラが総登場した。『すっきり♪』ではハイパー・メロディ・タクトに固定されている。
『くるくるシャッフル』第50話で負け犬ビームの影響で破壊されるもピンク音符の願い事で元に戻した。だが『すっきり♪』第51話にて巨大化した黒豹によって再度破壊された。
小説『はいすく～る』『ふぉ～えば～』では、通常時は再びノーマルのメロディ・タクトとなっているが、最終局面時のみハイパー・メロディ・タクトに変化させ使用している。
「お助けキャラ」カード
「お助けキャラ」を召喚するカードは、前作『おねがいマイメロディ』第32話で登場したタロットカードの絵柄と同じ。マイメロが音符を8つ集め、「カードをたくさん欲しい」と願ったため、カードの枚数が増えた、ただし7.戦車などの一部カードは前作とは絵柄が異なっている。
また、例外で、クロミとの合体魔法によりシャッフルされたカードは、“雪ウサギ”と“夢野すず”のカードが選ばれている。第52話ではクロミのカードを除く全てのカードが選ばれた。
「お助けキャラ」になるには、お城でカードへの登録が必要。マリーランドの人々は、リズムくんの活躍を知り、自分達もカードに登録してもらうためにお城へ殺到した。王様が暖炉に火をつけるため全て燃やしてしまったらしい。
しかし、その後、新たに製作したのか小説版で再度使用している。
「大アルカナ」
- 0．愚者：リズムくん（第15話で登場）
- 1．魔術師：マイメロディ（第30話で登場） 
- 2．女教皇：マイメロのおばあちゃん（第13話で登場）
- 3．女帝：マイメロママ（第1、24、45話で登場）
- 4．皇帝：マイメロパパ（第8、14、45話で登場）
- 5．法皇：マイメロおじいちゃん（第15話で登場）
- 6．恋人：クロミの両親（第18話で登場）
- 7．戦車：クロミーズ5（クロミ以外）（第5、23、24話で登場） 
- 9．隠者：ドリアン大臣（第38、49話で登場）
- 10．運命の輪：リスくん（第47話で登場）
- 12．吊られた男：王様（第11、16、33、34話で登場）
- 14．節制：フラットくん（第3話で登場）
- 15．悪魔：クロミ
- 17．星：ウサミミ仮面（第2、6、9、20、24、26、29、31、32、40、46話で登場）
- 18．月：くまくん（第10、24話で登場）
- 19．太陽：ピアノちゃん（第19話で登場）
- 21．世界：王妃様（第4、27、33話で登場）

「小アルカナ」
- ペンタクル
  - サンタクロース（第7話で登場）
  - アリくん （第28話で登場）

- ソード
  - バコ（第12話で登場） 
  - メヒョウ（第41話で登場）

- ワンド
  - なすびの神様 （第35話で登場）
  - 宅配くん （第22話で登場）
  - ヤギの漫画家（第17話で登場）
  - カキくん （第25、37話で登場）
  - ブタの大工さん （第23話で登場）

- カップ
  - フラットのパパン （第34話で登場）
  - バク父 （第26話で登場）
  - シツジ仮面 （第36話で登場）
  - バク母（第29話で登場）

ピンク音符の木
以前クロミが捨てた黒音符の一つをマイメロが育ててピンク音符の木となった。ピンク音符の実は既に八つ実っており、音符全てメロディ・ボックスに回収された。マイメロが叶えた願いはタクトを元通りにすることだった。

### 『すっきり♪』で新登場したアイテム
新「お助けキャラカード」
お助けキャラカードが使えなくなったマイメロにメガネザル博士が渡したアイテム。白紙のカードに助けてほしい人の絵を書きハイパーメロディタクトに差込み「バッチリ！ニッコリ！スッキリ！」と呪文を唱えることによりその絵に書いたお助けキャラ（人間界の人も召喚できるようになった）を召喚できる。ただし、書いた人の絵が下手だと本人が召喚されない。
過去の人物や無生物を召喚することもできるほか、対象の人物を姿を変えた状態で召喚もできる。海外など遠方にいる人物も召喚可能だが、今回はメロディ・キャンディがないため送還はできず、自力・自費で戻る羽目になる。
召喚キャラを選択することが出来るため、逃げようとするキャラを強制的に自分の元に戻す使い方もある。
マイメロ自身が弱まって呪文がうまく唱えられない場合、不完全なお助けキャラが召喚される。その際に召喚された人物は不完全な姿をしたコピー体である。
一度召喚した物を別の姿で再度召喚し直すという使い方もある。
夜中に魔法騒動が起こった際、マイメロ自身が本調子でないため人選を誤りムカムカ玉を出してしまうことが多い。
一度に三人以上を召喚することが可能になったが、同一人物を召喚した場合、半分だけの存在となって登場する。
メロディ・クレヨン
マイメロの絵があまりに下手だったことから急遽メガネザル博士が渡したアイテム。
頭に描きたい物をイメージすると勝手にそのイメージした物を描いてくれる。
プリンセスミラー
マイメロにプリンセスの疑似体験をしてもらうため、メガネザル博士が発明したアイテム。人間界への影響がないよう鏡の中で疑似体験してもらう予定だった。マイメロのなりたいものになれる他、相手の正体を暴くことができる。また、持ち手には人間を二頭身にするボタンもある。

### 『きららっ★』で新登場したアイテム
スターペンダント
願い星の欠片を回収するために王様が貸し与えたアイテム。きららと心を１つに合わせ「かがやけスターペンダント、2人の心を1つに。マイララチェーンジ！」と呪文を唱えることで望んだものに変身できる（きららは変身時毎回基本的に『美少女○○（変身したもの）きらら』と名乗り、その後にマイメロが『マイメロもチェーンジ!』と叫ぶ）。
ただし、大概事件解決に動くのはきららのみでマイメロは毛ヅヤをよくしたり眼のゴミを取るなどどうでもいいことばっかりに使っているため、きららに「どこも変わってないじゃん」とツッコまれるのがいつものパターンである。しかし、外見が変化しなくとも寒さに強くなったり、ある程度力がつくなどと物事に貢献することもあり、たまにきららと同じようにまじめに変身することもある。
メロディタクト同様マイメロの「おねがい♪」の一言できららがパワーアップする。また、その「おねがい♪」によりきららの意思に関係なく体の一部分を変化させたこともあった。